# Ешь, молись, пускай газы
«Ешь, молись, пускай газы» (англ. Eat, Pray, Queef) — 4-й эпизод 13-го сезона (№ 185) сериала «Южный Парк», премьера которого состоялась 1 апреля 2009 года на канале «Comedy Central». Эпизод получил рейтинг TV-MA L.

## Сюжет
В школе все ребята с нетерпением ожидают назначенную на 1 апреля вторую часть эпизода «Шоу Терренса и Филлипа», анонсируемую как «На кого напердел Филлип, чтобы выйти из тюрьмы?». Однако девочки школы не могут понять, почему всем мальчикам так нравится пердёж.
После вступительного ролика телеканал «Canadian Channel», в качестве первоапрельской шутки, запускает в эфир новое шоу «Queef Sisters» («Пердящие сёстры») вместо обещанной серии «Терренса и Филлипа». В этом сериале главные героини (Кэтрин и Кейти) испускают газы из влагалища на остальных участников шоу.
Шоу вызывает по всей стране начало движения мужчин против женского пердежа влагалищем (queefing) как раздражающего, отвратительного и противоестественного явления. Одними из лидеров становятся Эрик Картман и Рэнди Марш. Женщины в ответ заявляют, что нет никакой разницы между женским и мужским пердежом, однако мужчины с этим не согласны.
После просмотра шоу «Пердящие сёстры» девочки в школе решают, в качестве шутки, напердеть на одного из мальчиков. Этим мальчиком оказывается Баттерс, который в истерике убегает из школы и запирается в своей комнате, после чего не выходит из дому несколько дней, лёжа в постели как тяжелобольной. Этот случай становятся причиной собрания родительского комитета города, что вызывает недовольство женской части населения.
«Пердящие сёстры» приходят на съёмки ток-шоу «Regis and Kelly» для рекламы своей новой книги «Eat, Pray, Queef» («Ешь, молись, пускай газы»).
Тем временем, шоу «Пердящие сёстры» становится всё более известным, и из-за этого «Шоу Терренса и Филлипа» снимают с эфира, а их самих увольняют. По этой причине они решают убить Кэтрин и Кейти, однако, придя к ним, Терренс не может застрелить их, потому что он влюбляется в одну из сестёр, узнав, к тому же, что они для сестёр — кумиры. В итоге они все вместе отправляются в «Винную страну», по пути останавливаясь на всевозможных винных заводах. Однако во время интимной ночи у них происходит ссора из-за пердежа Кэтрин и Кейти. Впрочем, в скором времени они мирятся, и ночь продолжается.
В городе же ребята, чувствуя себя виноватым перед Баттерсом, навещают его и делают фотографию для будущего выступления в сенате. После жарких «дебатов» женское газоиспускание влагалищем запрещается в штате, а утренние газеты выходят под заголовком «Queefing Banned». По большей части это вызвано «Воином дороги», «показанным» женщиной-сенатором во время дебатов. Узнав новость, Стэн и его отец радостно сообщают об этом Шэрон и Шелли, которые расстраиваются, однако не из-за запрета женского пердежа, а из-за сексизма и женской дискриминации, всё ещё преобладающих в обществе. В итоге Стэн и Рэнди, пристыженные, принимают точку зрения женщин и срочно созывают мужское собрание, решив записать песню «Queef Free» («Перди свободно») в защиту прав женщин.
В конце эпизода Терренс и Филлип пытаются жениться на «Сёстрах», однако «под перекрёстным огнём» анального и вагинального пердежа священник сбегает со свадьбы.

## Выпуск
«Ешь, молись, пускай газы» был написан и снят одним из основателей сериала Треем Паркером. Премьера состоялась 1 апреля 2009 года на «Comedy Central», а тизер был размещён на официальном сайте сериала (South Park Studios), где за неделю до выпуска эпизода набрал более 50 000 просмотров.

## Отзывы
Публицист Майк Дэвис заявил, что этот эпизод можно рассматривать как с положительной, так и с отрицательной стороны. Плюсом серии является то, что она обращает внимание на ограничение прав женщин в современном обществе, в то время как минусом является, по словам Дэвиса, «шокирующее и отвратительное действие, происходящее на экране».
Ники Пэйн из издания «Philadelphia Examiner»: «Сейчас это, наверное, один из моих любимейших эпизодов Южного Парка, поскольку он отражает все те двойные стандарты, что существуют в отношении прав женщины и мужчины». Он также отметил сцену за столом в доме Маршей.
Карлос Дельгадо (журнал «If Magazine») назвал эпизод «шокирующим, отвратительным и непристойно забавным», а также показывающим способность авторов осветить любой вопрос в «особенной манере Южного Парка». Рецензент выделил эпизод с Мартой Стюарт «глубоко западающим в память».
Джош Модэл из «The A.V. Club» дал эпизоду оценку «B», отметив, что, хотя сериал Кэтрин и Кейти весьма забавен, но шуток с пердежом было слишком много, к концу навевает скуку.
Другие рецензенты были менее лояльны. Трэвис Фиккет («IGN Magazine») назвал эпизод «примером разочаровывающего Южного Парка», заявив, что шутки были предсказуемы, скучны, а Терренс и Филлип более не столь смешны, чтобы уделять им много внимания в эпизодах.

## Пародии
- Название серии и новая книга «Пердящих сестёр» пародируют книгу Элизабет Гилберт «Ешь, молись, люби».
- В конце эпизода Стэн и Рэнди решают записать песню «Queef Free» («Перди свободно») в защиту прав женщин, которая в свою очередь является пародией на песню и клип «We Are the World». «We Are the World» — композиция, которую написали в 1985 году Майкл Джексон и Лайонел Ричи и записала группа известных музыкантов USA for Africa.
- Один из женских пердежей в сенате отсылает к диалогу фильма 1981 года «Безумный Макс 2: Воин дороги»[5].
- В эпизоде телешоу Марты Стюарт, ведущая первым делом вырезает звезду и полумесяц — один из исламских символов, которые позже запихивает во влагалище. Данный отрезок не показали по российскому телевидению, из-за возможного ,,оскорбления" чувств верующих.

## Факты
- Слово «выпук» (англ. queef), обозначающее выпускание газа из влагалища, уже использовалось в сериале ранее, в эпизоде «Всемирный флейтовый концерт».
- В этом эпизоде Терренс и Филлип впервые показаны полностью без одежды и без ретуширования причинных мест. Также была показана сексуальная сцена с их участием.
- Баттерс пишет под диктовку Картмана левой рукой, хотя ранее, в серии «Смерть Эрика Картмана» он писал правой рукой (так же под диктовку Картмана).
- Первоапрельская шутка в эпизоде от «Canadian Channel» связана с премьерой второго сезона сериала. Вместо обещанного эпизода «Мамаша Картмана по-прежнему грязная шлюха», выпуск которого был назначен на 1 апреля 1998 года, в эфир вышел эпизод «Не без моего ануса», посвященный Терренсу и Филлипу и их похождениям, что привело фанатов сериала в бешенство[7].